# Berlin-Anhaltische Eisenbahn-Gesellschaft

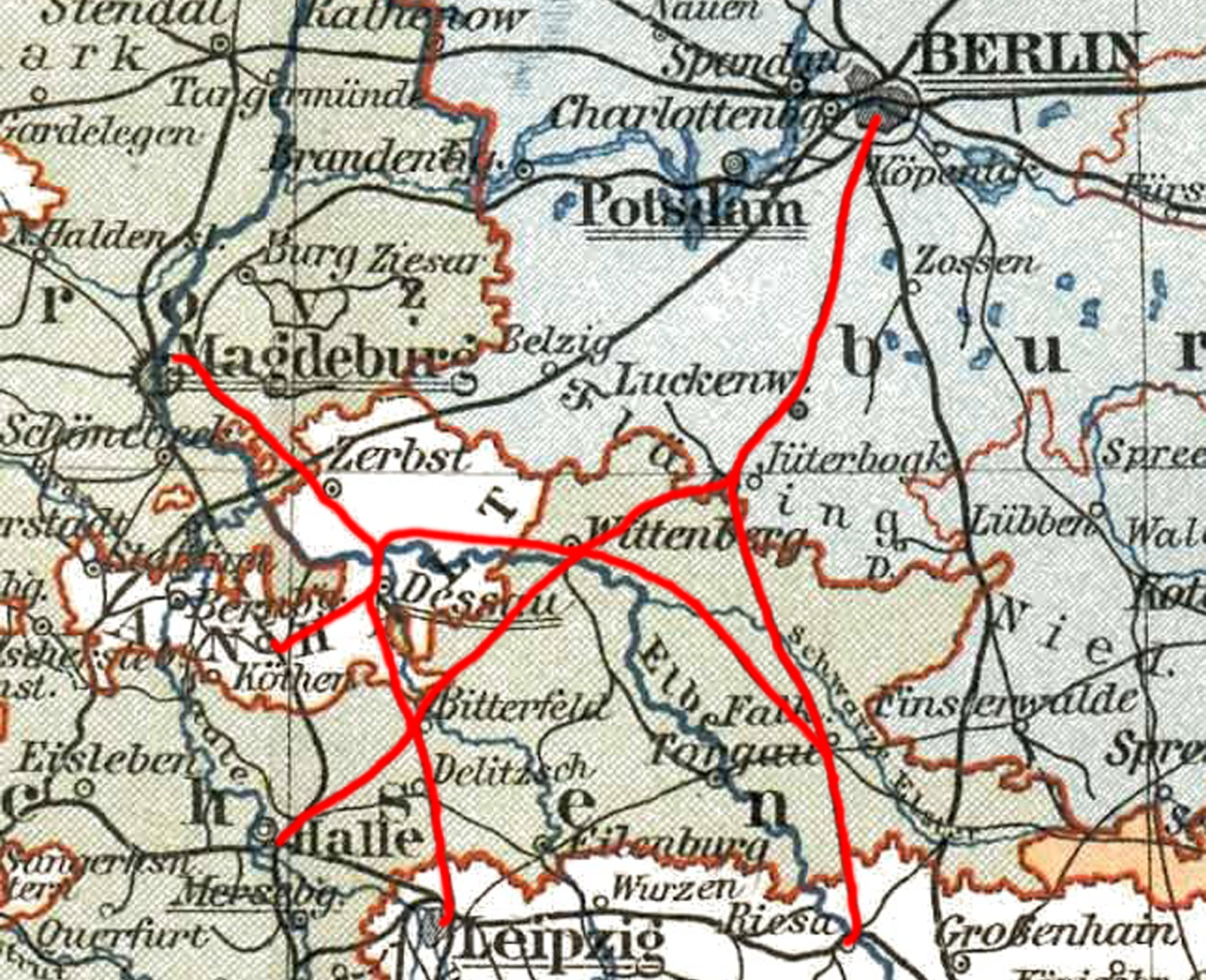
Streckennetz der Berlin-Anhaltischen Eisenbahn-Gesellschaft um 1875

Die Berlin-Anhaltische Eisenbahn-Gesellschaft (BAE) war eine Eisenbahngesellschaft in Preußen. Die von ihr erbaute Anhalter Bahn führte bereits 1841 von Berlin nach Köthen und war damit eine der ersten Ferneisenbahnen in Deutschland.

## Geschichte
Die Berlin-Anhaltische Eisenbahn-Gesellschaft war im 19. Jahrhundert für mehr als vier Jahrzehnte eines der bedeutendsten Eisenbahnunternehmen Deutschlands. Neben der eigentlichen Anhalter Stammbahnstrecke schuf sie in dieser Zeit ein Netz von wichtigen Eisenbahnverbindungen zwischen Berlin und der preußischen Provinz Sachsen, dem nördlichen Teil des Königreichs Sachsen, sowie dem Herzogtum Anhalt, das schließlich eine Länge von rund 430 Kilometern umfasste.
Die Eisenbahnpolitik des preußischen Staates verhinderte den ursprünglich geplanten Bau einer Linie von Berlin nach Riesa zum Anschluss an die innersächsische Strecke Dresden–Leipzig. Deshalb hatte die Gesellschaft 1836 sich zunächst für eine Trassenvariante in Richtung des Herzogtums Anhalt entschieden und änderte 1839 deshalb den Namen von „Berlin-Sächsische Eisenbahn-Gesellschaft“ in „Berlin-Anhaltische Eisenbahn-Gesellschaft“.

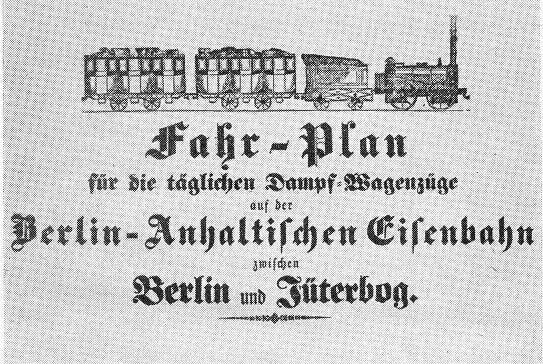
Fahrplan Berlin-Jüterbog

Die erste Bahnstrecke der BAE wurde am 15. Mai 1839 von Preußen konzessioniert und auf einer Länge von 21 Kilometern von Köthen in die anhaltische Residenzstadt Dessau gebaut, und am 1. September 1840 eröffnet. Am 18. bzw. 28. August 1841 konnte die Strecke dann um 37 Kilometer bis nach Wittenberg verlängert werden.
Bereits am 1. Juli 1841 war vom nördlichen Endpunkt der Strecke, dem Anhalter Bahnhof in Berlin der Verkehr auf 63 Kilometern bis nach Jüterbog aufgenommen worden. Die verbliebene Lücke von 32 Kilometern zwischen Jüterbog und Wittenberg wurde schließlich am 10. September 1841 geschlossen. Der Bahnhof Köthen wurde damit zum ersten Eisenbahnknoten Deutschlands, da er auch an der bereits am 9. Juni 1840 eröffneten Magdeburg-Leipziger Eisenbahn lag.
Erst 1848 konnte die Gesellschaft dann ihren ursprünglichen Plan verwirklichen, eine Bahnstrecke von Jüterbog über Falkenberg nach Riesa herzustellen. Am 2. Juli 1848 wurde der Bahnbetrieb bis Herzberg an der Elster, und am 1. Oktober 1848 bis Röderau/Riesa eröffnet.

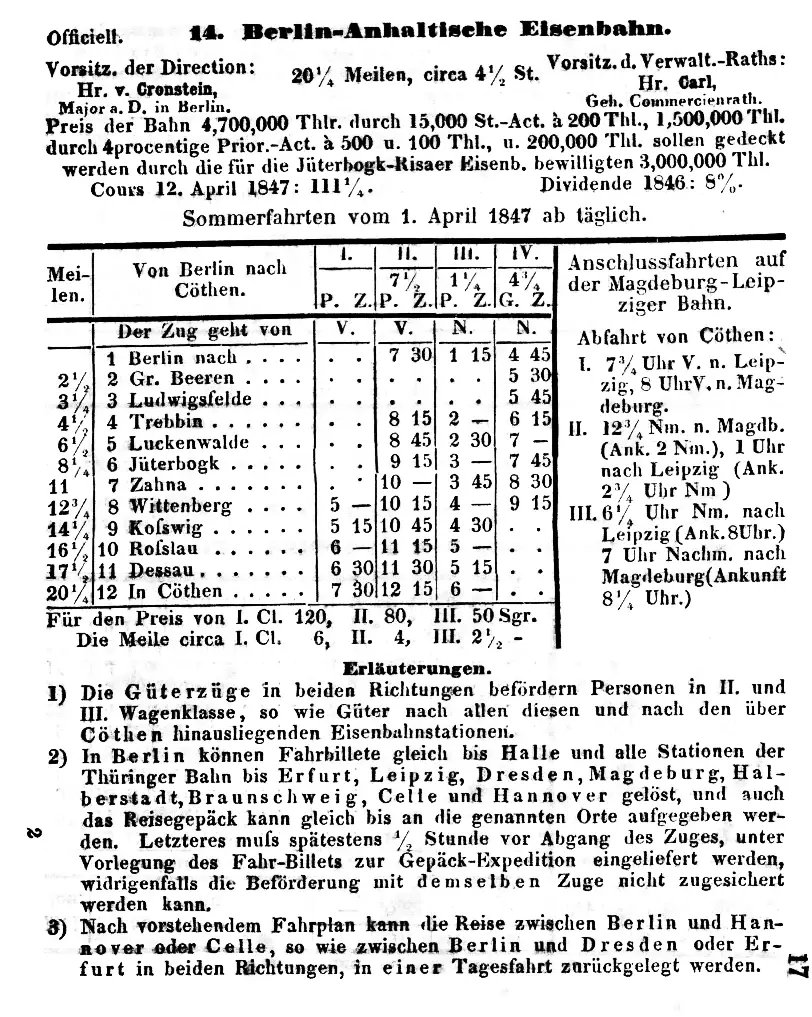
Fahrplan 1847 nach Köthen

Rund zehn Jahre später erreichten die Linien der Berlin-Anhaltischen Eisenbahngesellschaft die Knotenpunkte Halle und Leipzig. Zunächst führte ab 17. August 1857 eine Linie von Dessau nach Bitterfeld. Von dort gingen ab 1. Februar 1859 zwei Strecken nach Halle und Leipzig aus. Nachdem man am 3. August 1859 auch Wittenberg direkt mit Bitterfeld verbunden hatte, war das Streckennetz der BAE um weitere 125 Kilometer angewachsen.
Der Bau der neuen Strecken, aber auch das Anwachsen der konkurrierenden Eisenbahngesellschaften erzwang eine ständige Anpassung der Verkehrsangebote an die sich wandelnde Nachfrage. So sank die Bedeutung der ältesten Strecke Dessau–Köthen später auf die Stufe einer Nebenbahn. Gleichzeitig nahm aber die Bedeutung des Personenverkehrs mit der Bahn stetig zu und auch die zunehmende Industrialisierung und die notwendige Brennstoff- und Rohstoffversorgung (insbesondere Braunkohle aus den mitteldeutschen Tagebauen) sorgte für Zuwächse im Transportaufkommen.
Erst in den ersten Jahren nach der Reichsgründung erfuhr das Netz der BAE wieder einen Zuwachs. Am 1. Oktober 1871 erwarb sie das Eigentum an der 13 Kilometer langen Anhaltischen Leopoldsbahn von Roßlau nach Zerbst, deren Betrieb seit ihrer Eröffnung am 1. November 1863 durchgeführt wurde. Als sie am 1. Juli 1874 in Richtung Magdeburg verlängert wurde, übernahm die BAE den fünf Kilometer langen Abschnitt von Zerbst bis zur anhaltisch-preußischen Grenze bei Trebnitz.

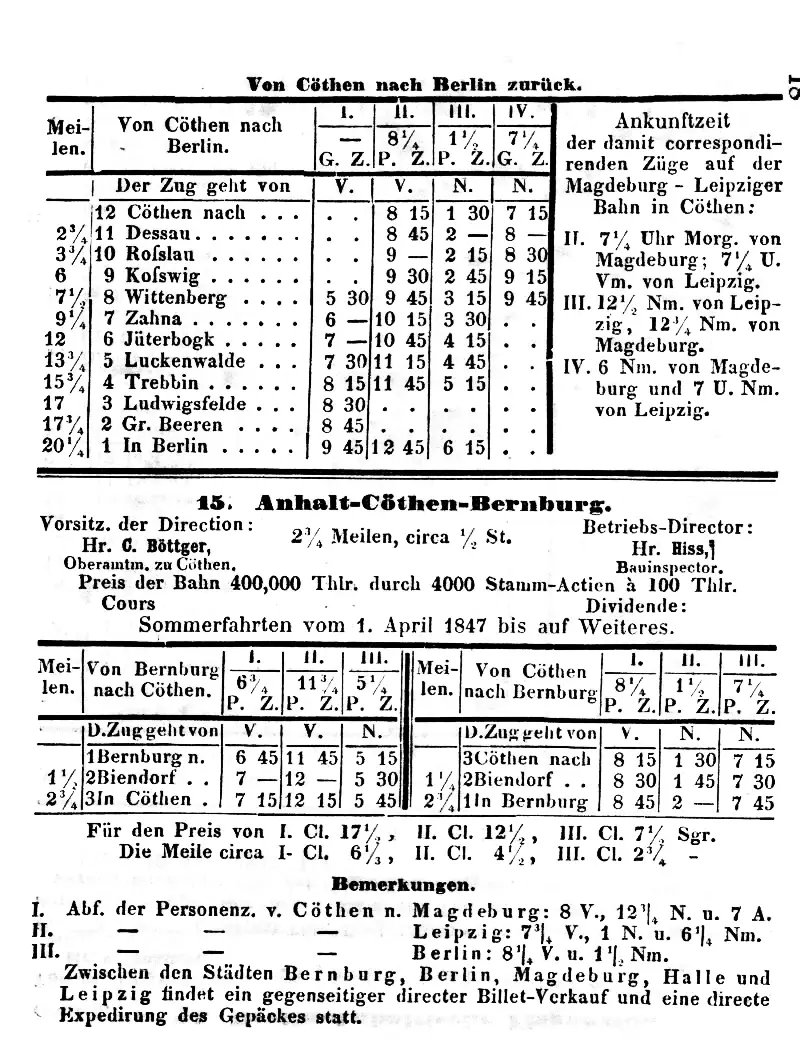
1847 von Köthen

Mit der am 15. Oktober 1875 eröffneten Strecke Falkenberg–Wittenberg war das Netz der Berlin-Anhaltischen Eisenbahn-Gesellschaft vollendet. Allerdings weitete sie ihren Einfluss noch aus, als sie am 1. Juli 1878 die Betriebsführung der von der Oberlausitzer Eisenbahn-Gesellschaft am 1. Juni 1874 eröffneten Strecke übernahm, die von Falkenberg über Elsterwerda–Hoyerswerda 148 Kilometer weit nach Osten über die Lausitzer Neiße bis Kohlfurt führte.
Eröffnungsdaten:
- 10. September 1841: Berlin–Jüterbog–Wittenberg–Roßlau–Dessau–Köthen
- 01. Oktober 1848: Jüterbog–Falkenberg/Elster–Röderau–Riesa
- 01. Februar 1859: Bitterfeld–Leipzig
- 01. Februar 1859: Bitterfeld–Halle
- 01. Februar 1863: Roßlau–Zerbst
- 01. Juli 1874: Zerbst–Trebnitz
- 15. Oktober 1875: Wittenberg–Falkenberg/Elster

Nachdem der preußische Staat zum Beginn des Jahres 1882 die Betriebsführung und vier Jahre später auch das Eigentum an den Strecken der Berlin-Anhaltischen Eisenbahn-Gesellschaft übernommen hatte, löste sich die Bahngesellschaft schließlich auf.
Die Anhalter Bahn gehörte nach ihrer Eröffnung zu den wichtigsten Fernbahnstrecken in Deutschland. Von hier aus fuhren die ersten Schnellzüge von Berlin über Köthen nach Halle, Leipzig, Frankfurt am Main und München, sowie in der Relation Dresden–Prag–Wien über Jüterbog–Röderau. Über die Anhalter Bahn war Berlin schließlich auch mit Rom und Athen verbunden. Der 1880 eröffnete monumentale Neubau des Anhalter Bahnhofs in Berlin war das Ergebnis dieser Entwicklung.

## Überlieferung
Große Teile der Überlieferung der Berlin-Anhaltischen Eisenbahn-Gesellschaft befinden sich in der Abteilung Dessau des Landesarchivs Sachsen-Anhalt.